# کنیازفکا (شهرستان یرمکیفسکی، باشقیرستان)
کنیازفکا (انگلیسی: Knyazevka, Yermekeyevsky District, Republic of Bashkortostan) یک شهرک در شهرستان یرمکیفسکی استان باشقیرستان کشور روسیه است.